# Ancema ister
Ancema ister är en fjärilsart som beskrevs av William Chapman Hewitson 1865. Ancema ister ingår i släktet Ancema och familjen juvelvingar. Inga underarter finns listade i Catalogue of Life.